# Route 212 (Nouvelle-Écosse)
Pour les articles homonymes, voir Route 212.
La route 212 est une route secondaire de la Nouvelle-Écosse d'orientation ouest-est située dans le sud de la province, au nord-nord-est de Dartmouth et Halifax. Elle traverse une région mixte, tant agricole que boisée. De plus, elle mesure 31 kilomètres, et est une route pavée sur toute sa longueur.

## Tracé
La route 212 débute à la sortie 5A de la route 102, reliant Halifax à Truro. Elle commence par suivre la frontière sud de l'Aéroport international Stanfield d'Halifax, puis elle se dirige vers le nord-est pour rejoindre Devon et le parc provincial Dollar Lake. Elle se termine environ 7 kilomètres plus loin, sur la route 357, à Elderbank.

## Intersections principales
| Route 212                   |           |    |                                                  |                                                |
| Comté                       | Location  | km | Intersection/Destinations                        | Notes                                          |
| Comté d'Halifax             | Enfield   | 0  | R-102, Truro, Halifax                            | extrémité ouest de la 212; sortie 5A de la 102 |
| Comté d'Halifax             | Elderbank | 31 | R-357, Musquodoboit Harbour, Middle Musquodoboit | extrémité est de la 212                        |
| Gras (colonne km):Échangeur |           |    |                                                  |                                                |

## Communautés traversées
- Enfield
- Goffs
- Devon
- Wyses Corner
- Elderbank